# 1997 RX9
1997 RX9, também escrito como 1997 RX9, é um objeto transnetuniano (TNO) que está localizado no cinturão de Kuiper, uma região do Sistema Solar. Este corpo celeste é classificado como um cubewano. Ele possui uma magnitude absoluta (H) de 8,3 e, tem um diâmetro estimado com cerca de 96 km.

## Descoberta
1997 RX9 foi descoberto no dia 07 de setembro de 1997 pelo astrônomo B. Gladman.

## Órbita
A órbita de 1997 RX9 tem uma excentricidade de 0.052 e possui um semieixo maior de 41.587 UA. O seu periélio leva o mesmo a uma distância de 39.411 UA em relação ao Sol e seu afélio a 43.763.